# 前野吉康
前野 吉康（まえの よしやす）は、戦国時代（安土桃山時代）から江戸時代ごろにかけての武将。佐々成政の姉を妻とし、名を佐々 宗直と改めた。

## 人物
吉康は、佐々成政家老の前野勝長の子として生まれる。初めは村瀬 喜平次と名乗って前野長康に従い、馬廻衆や荷駄隊の一人として出陣することもあった。
吉康の父・勝長は初め前野加賀守勝長を名乗っていたが、叔父にあたる坪内忠勝の養子となって坪内家の後を継いだため坪内姓でも表記される。しかし実際に坪内を名乗ってはいなかったようである。
母が佐々政元の娘であり、佐々成政の姉婿にもなって佐々氏一門となった。吉康は佐々成政とともに肥後国に赴いたが、成政が切腹処分となると蜂須賀家家老の稲田植元のもとに身を寄せたという。
のちに長康の婿養子である忠康とともに石田三成にも仕えた。合渡川の戦いの際に舞兵庫（前野忠康）は戦死したという噂を敵に流し、関ヶ原の戦いで前野忠康軍の攻撃を受けた東軍の兵士を混乱させた。
時期は不詳ながら、佐々宗直と名乗って前野氏系佐々氏の祖となった。この前野佐々氏の人物で有名なのが佐々宗淳である。佐々宗淳は、『水戸黄門』に登場する介さんのモデルであり、吉康の曾孫である。

## 系譜
- 父：前野小兵衛勝長
- 母：佐々平左衛門政元娘
  - 弟：前野三左衛門
  - 弟：前野喜兵衛
- 妻：佐々成宗の娘（佐々成政の姉）
  - 長男：佐々宗能（前野又五郎）
  - 次男：佐々直勝（前野傳右衛門）
    - 長男：佐々直尚（佐々宗淳の父）